# Fidena
Fidena är ett släkte av tvåvingar. Fidena ingår i familjen bromsar.

## Dottertaxa tillFidena, i alfabetisk ordning[1]
- Fidena abominata
- Fidena adnaticornis
- Fidena albibarba
- Fidena albitaeniata
- Fidena analis
- Fidena atra
- Fidena atripes
- Fidena aureopygia
- Fidena aureosericea
- Fidena auribarba
- Fidena auricincta
- Fidena aurifasciata
- Fidena aurimaculata
- Fidena auripes
- Fidena aurulenta
- Fidena basilaris
- Fidena bicolor
- Fidena bistriga
- Fidena bocainensis
- Fidena brachycephala
- Fidena brasiliensis
- Fidena brevistria
- Fidena callipyga
- Fidena campolarguense
- Fidena castanea
- Fidena castaneiventris
- Fidena coscaroni
- Fidena decipiens
- Fidena eriomera
- Fidena eriomeroides
- Fidena erythronotata
- Fidena fisheri
- Fidena flavicrinis
- Fidena flavipennis
- Fidena flavithorax
- Fidena florisuga
- Fidena foetterlei
- Fidena freemani
- Fidena fulgifascies
- Fidena fulvithorax
- Fidena fulvitibialis
- Fidena fumifera
- Fidena fusca
- Fidena griseithorax
- Fidena haywardi
- Fidena howardi
- Fidena latifrons
- Fidena leonina
- Fidena leucopogon
- Fidena lingens
- Fidena lissorhina
- Fidena longipalpis
- Fidena loricornis
- Fidena maculipennis
- Fidena marginalis
- Fidena mattogrossensis
- Fidena mirabilis
- Fidena morio
- Fidena neglecta
- Fidena nigricans
- Fidena nigripennis
- Fidena nigripes
- Fidena nigrivittata
- Fidena nitens
- Fidena niveibarba
- Fidena nubiapex
- Fidena obscuripes
- Fidena ochracea
- Fidena ochrapogon
- Fidena oldroydi
- Fidena opaca
- Fidena palidetarsis
- Fidena pallidula
- Fidena penicillata
- Fidena pessoai
- Fidena philipi
- Fidena pseudoaurimaculata
- Fidena pubescens
- Fidena pusilla
- Fidena rhinophora
- Fidena rubrithorax
- Fidena rufibasis
- Fidena ruficornis
- Fidena rufohirta
- Fidena rufopilosus
- Fidena schildi
- Fidena silvatica
- Fidena soledadei
- Fidena sorbens
- Fidena splendens
- Fidena submetallica
- Fidena sulfurea
- Fidena tenuistria
- Fidena trapidoi
- Fidena trinidadensis
- Fidena vallensis
- Fidena venosa
- Fidena winthemi
- Fidena zonalis